# Histoire des Juifs au Brésil
Pour différentes raisons, le Brésil est la destination de milliers de Juifs et de nouveaux chrétiens (Portugais d'origine juive convertis au christianisme, et pratiquant souvent le judaïsme en secret), qui abordent au Brésil arrivant du Portugal, d'Espagne, du Maroc, d'Angleterre, de France, de Turquie, d'Allemagne, d'Algérie, d'Autriche, de Russie, de Roumanie, des Pays-Bas, d'Égypte, de nombreux autres pays, et plus récemment du Liban.
La population juive au Brésil est la deuxième plus grande communauté en Amérique latine (environ 130 000 en 2025), derrière l'Argentine.

## Genèse

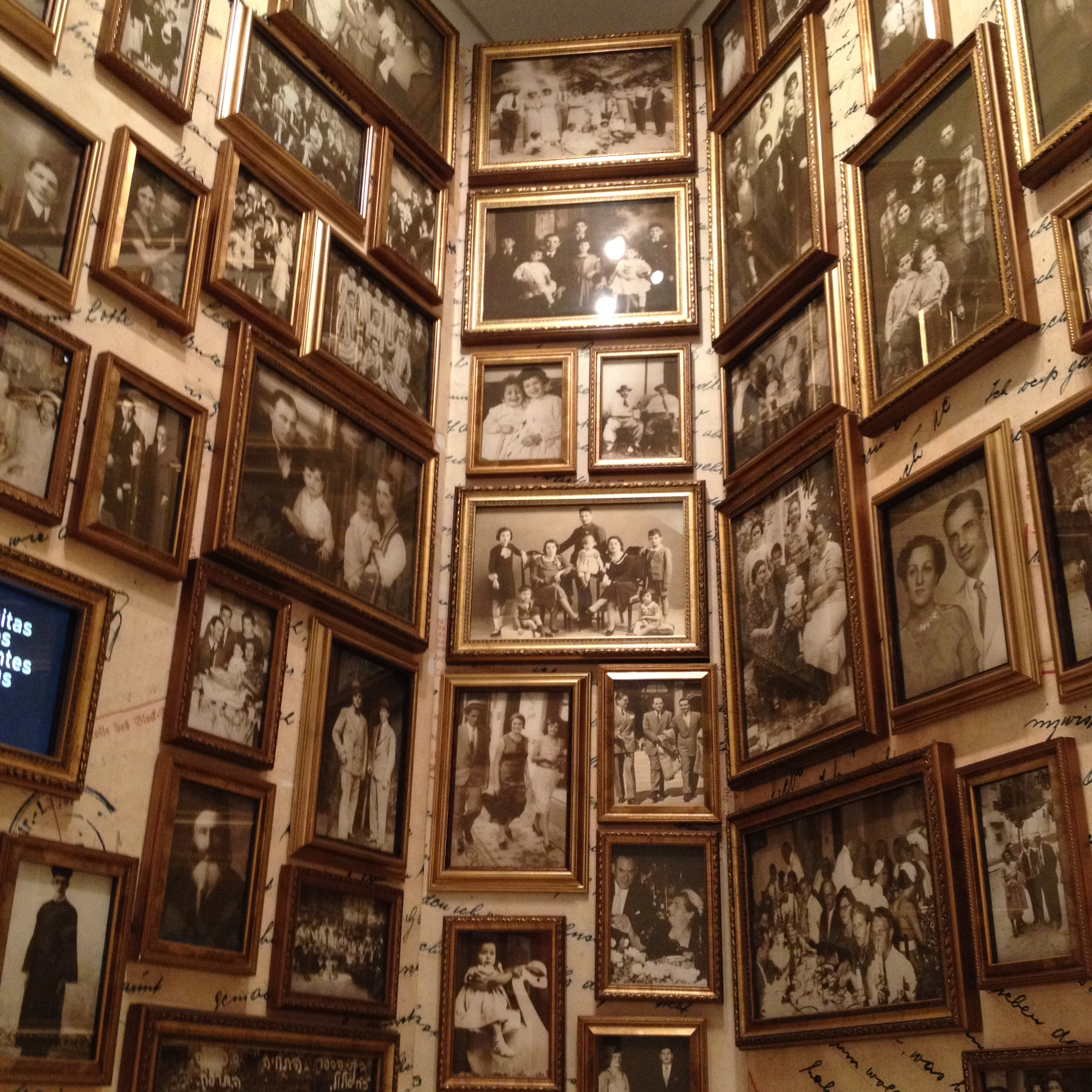
Portraits de centaines d'immigrants juifs sur les murs du Mémorial de l'immigration juive de Sao Paulo.

L'histoire des Juifs au Brésil commence avant l'arrivée des bateaux de Cabral (?-1467), dont le bras droit, Gaspar de Gama (1444-1510/1520) (ou de Lemos (?-1505?)), est un Juif portugais. Au début du XVe siècle, les Juifs espagnols et portugais sont obligés de se convertir au christianisme, sous peine d'être expulsés de leurs pays s'ils ne le font pas.
L'Espagne voit apparaître le premier grand mouvement migratoire de populations juives en 1492, les séfarades. 
Ils quittent l'Espagne après la conclusion du traité, signé par les rois catholiques d'Espagne, qui expulsent ceux d'entre eux qui ne se sont pas convertis au christianisme. 
Ils se dirigent vers l'Empire ottoman via la Pologne et la Russie, le Maroc et passent aussi au Portugal. 
En 1496, l'aristocratie portugaise expulse les Juifs non convertis. Du Portugal, les nouveaux convertis « Nouveaux Chrétiens », et tout particulièrement ceux qui conservent des pratiques religieuses juives, ne ménagent pas leur peine à partir de 1540 pour émigrer dans le Nouveau Monde. 
À cette époque, le Portugal commence tout juste la colonisation des terres découvertes. Un nouveau converti, João Ramalho (1493-1582), aurait même, selon l'historien Rocha Pombo, accosté au Brésil d'avant l'arrivée de Cabral, naviguant dans les parages en 1497, peu après l'expulsion du Portugal.

## Installation dans le Nouveau monde

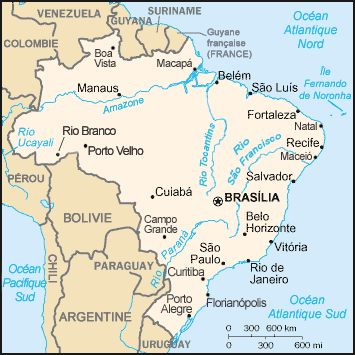
Carte du Brésil : principales villes et pays limitrophes.

Au moins jusqu'au déclenchement de l'Inquisition dans le nouveau pays (1591-1595), les « nouveaux convertis » s'intègrent bien à la société locale. Ils vivent en bonne entente avec les chrétiens de souche portugais et partagent avec eux de nouvelles expériences, vont à l'église, font du négoce et se marient entre eux.
De la fin du XVIe au milieu du XVIIe siècle, beaucoup de propriétaires de fabriques de sucre d'origine « nouveaux convertis » vivent à Bahia et composent, même de cette condition, une bonne partie de l'aristocratie sucrière du Pernambouc, formée avec des trafiquants d'esclaves et des gros commerçants. 
La crise économique liée à l'évolution du marché du sucre met en péril la vie de ces gens, et, en 1684, un propriétaire juif, Manoel Beckman, initie un mouvement que l'historien Varnhagen (1816-1878) considère comme « la plus sérieuse révolution menée » dans le pays, contre le monopole de la "Companhia de Comércio do Maranhão" (1682-1685).
Pendant toute cette période, en plus de la catégorie sociale déjà citée et que la possession des moulins à sucre place au plus haut niveau de la société coloniale, il y a aussi des convertis artisans, petits cultivateurs, commerçants, juristes, militaires et chirurgiens établis dans toutes les Capitaineries. Malgré l'interdiction formelle de participer à l'administration du territoire, ils sont nombreux à occuper des postes importants. Ils acquièrent des charges politiques municipales et de hauts postes bureaucratiques et cléricaux.

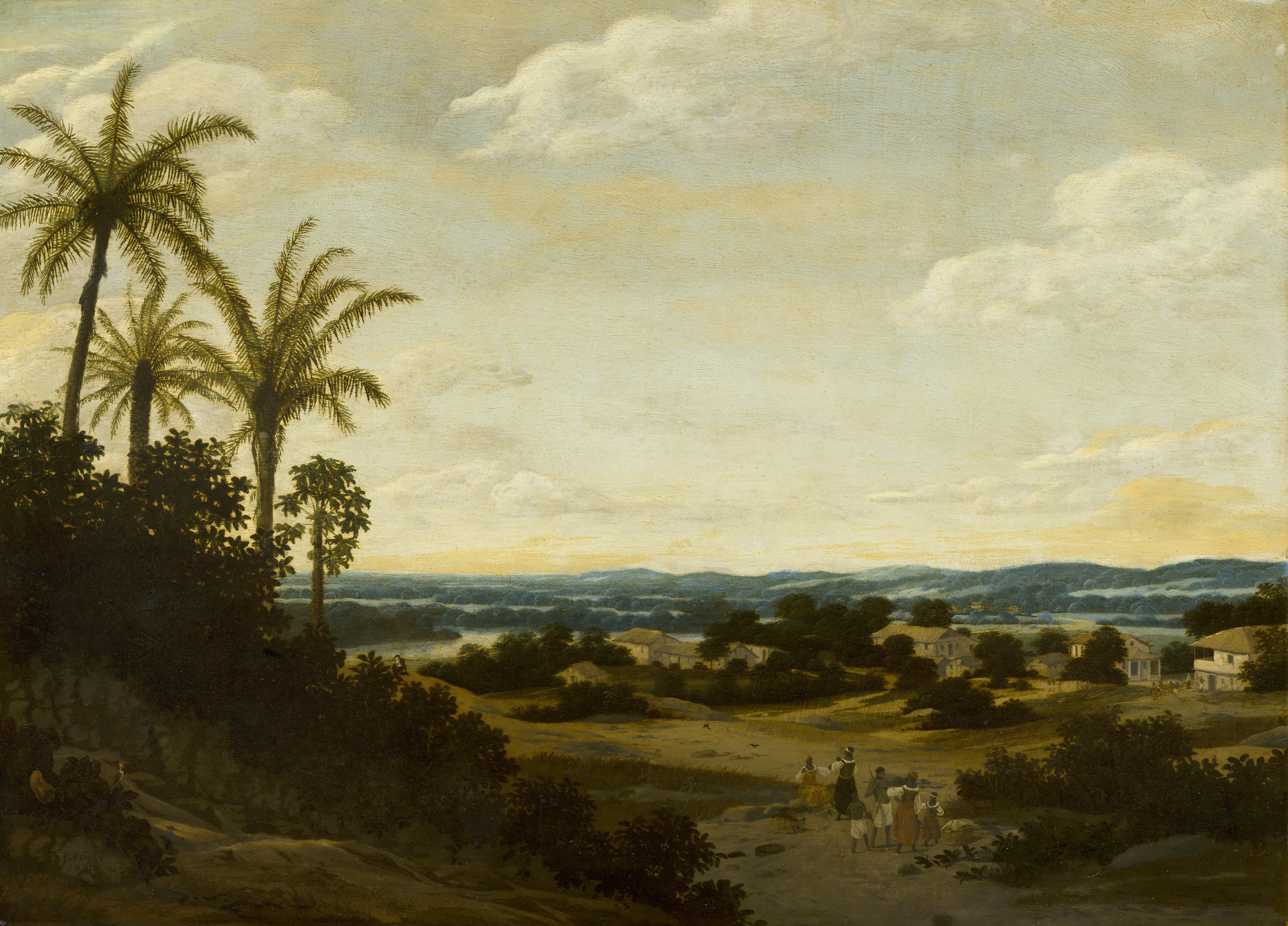
Paysage brésilien (Musée historique juif, 1667)

La vie dans la Colonie ne leur est pas toujours facile. La présence de l'Inquisition incite à la dénonciation de l'hérésie et de délits contre la foi catholique. Les motifs peuvent  être tant religieux qu'économiques, mais, de toutes façons, les « nouveaux convertis » vivent longtemps sous le signe de la défiance : sont-ils de vrais chrétiens, ou ont-ils maintenu cachée leur pratique du rite juif, envers et contre tous ? La plupart sont dénoncés parce qu'ils maintiennent certaines habitudes familiales du judaïsme, comme faire le pain ou laver la maison le vendredi, veille de Shabath.
Les pratiques juives connurent une première libération lors de la conquête et de l'installation hollandaise au Pernambouc, de 1630 à 1654, opérée par Jean-Maurice de Nassau-Siegen. Beaucoup de Juifs hollandais, d'origines portugaise et espagnole, s'installent dans la Capitainerie, se consacrant principalement au commerce du sucre et des esclaves, et pratiquant la collecte des impôts, dont le droit leur a été accordé, et pratiquant le même type de tâches que celles qu'ils exercent en Europe depuis des siècles. Encouragés par l'arrivée de ces Juifs, beaucoup de nouveaux convertis vivant dans les alentours décident de retourner à la foi de leurs Pères.
La liberté de culte des Juifs dans la Colonie est tardivement garantie dans la Constitution de l'empire du Brésil, par le traité commercial de 1810, signé entre le Portugal et l'Angleterre. Celui-ci permet la liberté de pratiquer leur religion aux protestants sujets de la Couronne anglaise fréquentant les marchés du Brésil. Dans les premières décennies du XIXe siècle, les effets de cette tolérance religieuse permettent à des commerçants juifs français et anglais de s'installer à Rio de Janeiro. Le plus connu d'entre eux, le Français Bernard Wallerstein (1805-1878), est le propriétaire d'une maison de mode féminine, le principal fournisseur de la Maison impériale.

## Intensification de la migration

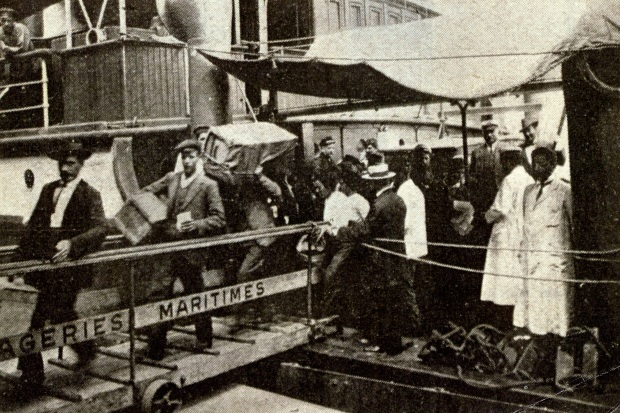
Immigrants juifs débarquant du bateau-vapeur Weser à Buenos Aires (1889)

Le flux migratoire augmenta avec la liberté de culte précisée ci-dessus.

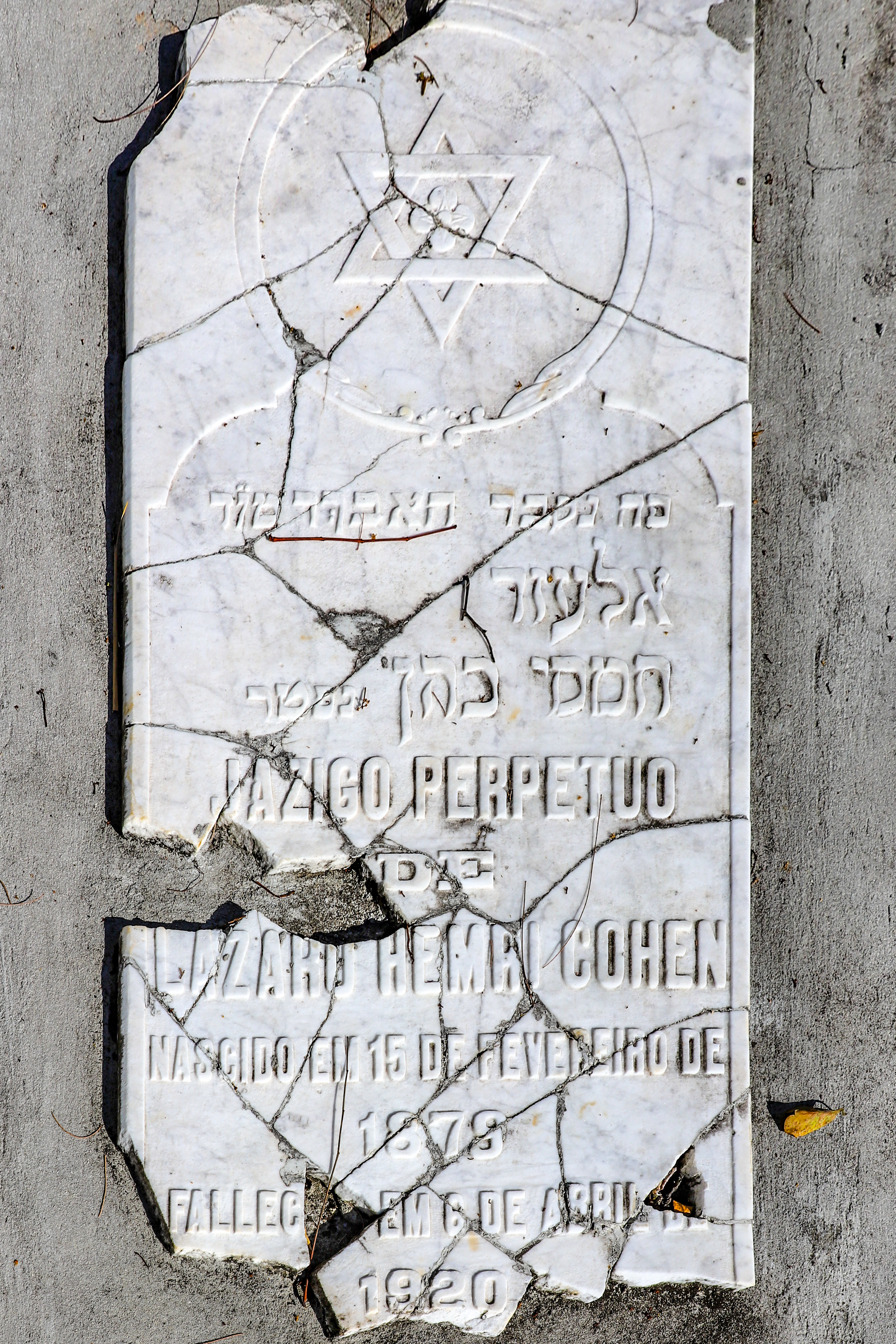
Plaque tombale reconstituée de Lazaro Hemai Cohen (1878-1920), cimetière britannique à Bahia.

Les Juifs marocains, descendants directs des communautés expulsées d'Espagne par les Rois Catholiques, arrivent au Pernambouc, à Bahia et surtout en Amazonie, où ils s'installent autour de 1810. Ils s'établissent tout d'abord à Belém do Pará et, de là, remontent le cours du rio Amazonas et de ses affluents, et colonisent de nombreuses localités des États du Pará et de l'Amazonas, passant par Manaus et remontant jusqu'à Iquitos, Pérou, où existe encore à ce jour une communauté juive organisée. La principale activité économique de ces pionniers est l'économie extractive locale. Ils s'enfoncent dans les forêts, luttant contre les préjugés, les difficultés de langue et les maladies pour espérer voir leurs descendants poursuivre vers une vie meilleure et émigrer vers les villes, une fois la fortune accomplie. Leur vie est bien différente de celle de leurs congénères - nouveaux chrétiens ou Juifs - arrivés trois siècles plus tôt, dont les descendants ne les accueillent pas avec plaisir.
Une étude génétique réalisée par l'Université fédérale du Minas Gerais révèle que 16 % de la population d'Amazonie qui se déclare blanche descend de Juifs, et reste très attachée aux principes du judaïsme. Cette proportion est plus importante qu'à São Paulo, où vivent 60 % des 120 000 Juifs brésiliens.
Les Juifs pauvres de l'Est européen arrivent aussi, en 1881, fuyant les pogroms consécutifs à l'assassinat du Tsar. Pour faciliter leur transfert vers les colonies agricoles d'Amérique, est fondée ma même année la Yidishe Kolonizatsye Gezelshaft (Association pour la Colonisation juive). Cette organisation agit dans le but d'éveiller l'intérêt des gouvernements locaux pour l'immigration juive.
Dans les décennies 1920 et 1930, les immigrants viennent non seulement d'Europe orientale, mais de toutes les régions du défunt Empire ottoman, telles que la Turquie, la Grèce et Rhodes. Ils viennent initialement seuls pour gagner suffisamment d'argent et retourner dans leurs foyers. Mais, avec le temps, étant donné  les potentialités de croissance économique du pays et l'exacerbation des sentiments antisémites en Europe, ils font venir leurs familles. Beaucoup s'installent à la fin des années 1920 dans le quartier de Bom Fim, à Porto Alegre.
Les années 1930 voient le début d'un exode massif de juifs allemands, dû à l'arrivée des nazis au pouvoir et de la promulgation des Lois de Nuremberg.

## Politique d'immigration de l'Estado Novo

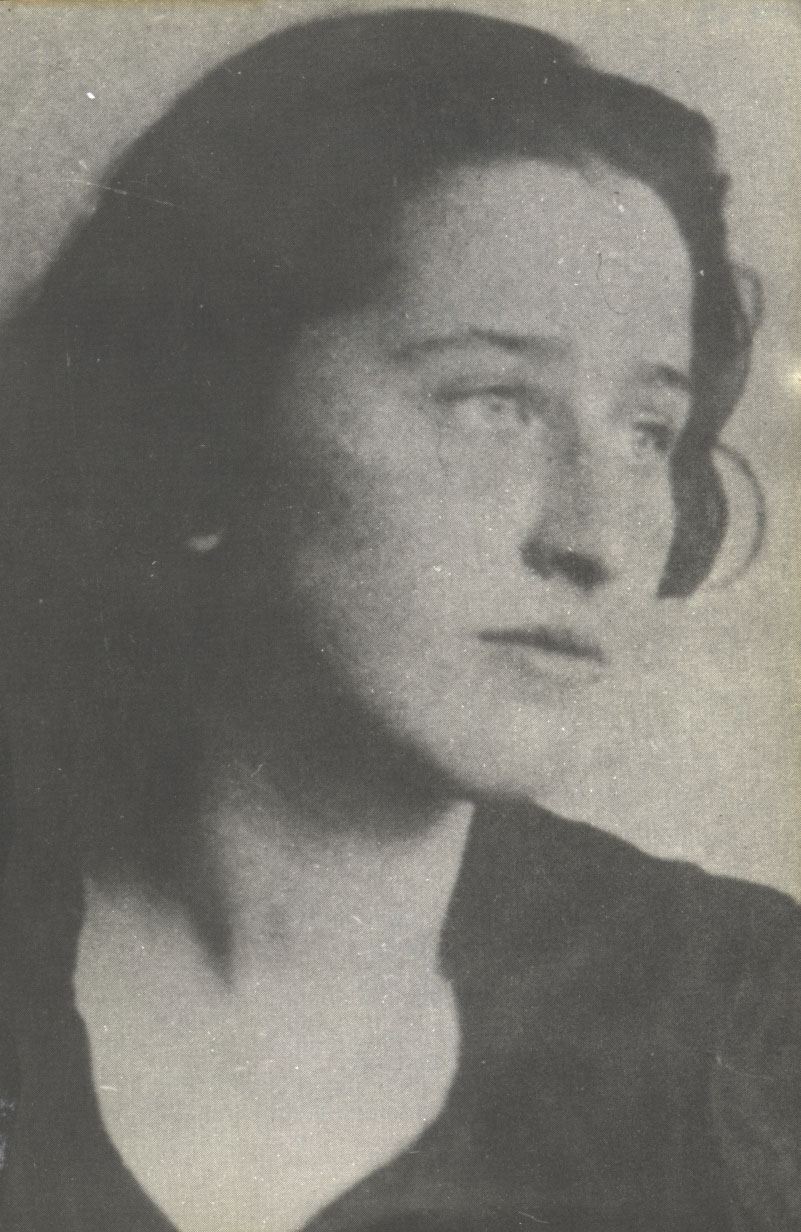
Olga Benário Prestes, renvoyée du Brésil en Allemagne où elle est exécutée en 1942.

À partir de 1930, la venue de Juifs au Brésil est très discutée. Les nationalistes veulent une immigration de personnes qui participent au développement agricole et qui amènent des capitaux pour le développement du pays. Les Juifs, qui n'obéissent pas  à ces deux critères ne doivent pas immigrer. En 1935, le gouvernement brésilien commence à refuser les visas aux Juifs sous tout un nombre de prétextes, parmi lesquels la préoccupation de définir l'identité nationale et l'ascension des nazis en Allemagne. Durant le régime de l'Estado Novo (1937-1945), une circulaire secrète interdit la délivrance de visas aux personnes d'origine sémite, y compris pour les touristes et négociants, ce qui provoque une chute de 75 % de l'immigration juive pour cette année[Laquelle ?].
Cependant, même avec les interdictions de la loi, de nombreux Juifs continuent à entrer dans le pays de manière illégale pendant la guerre, et les menaces de déportation de masse ne sont jamais réalisées, à l'exception de l'extradition de quelques militants politiques, comme Olga Benário, la compagne de Luís Carlos Prestes, important militant communiste, qui est envoyée en Allemagne en 1936 et exécutée par les nazis en 1942.
L'interdiction faite aux Juifs d'entrer dans le pays n'est pas constante durant la dictature de Getúlio Vargas ; parfois totalement interrompue, parfois permise pour les uns et pas pour les autres, selon les rapports entre les parents installés au Brésil et les autorités. Souvent des diplomates traitent le problème en fonction de leurs convictions personnelles comme l'ambassadeur Luiz Martins de Souza Dantas (1876-1954, Juste parmi les nations), qui de Paris sauve de nombreuses vies.

## Situation auXXIesiècle
L'inexistence d'antisémitisme ou de pratiques discriminatoires significatives au Brésil a contribué à l'identification des Juifs comme Brésiliens de classes moyennes et au maintien des nombreux liens qui unissent encore la communauté juive.
Ils ont fondé journaux, bibliothèques, écoles, synagogues, associations féminines d'aide mutuelle et de soutien aux nouveaux venus. Ils se sont impliqués dans la vie politique des mouvements socialistes et progressistes et, d'une manière générale, dans la vie politique de tout le pays.
Cette implication leur cause des problèmes sérieux, lors du coup d'État de 1964 qui amène un gouvernement militaire au Brésil. L'Acte institutionnel no 5 (AI-5), promulgué le 13 décembre 1968 et en vigueur jusqu'à octobre 1978, qui suspend les garanties constitutionnelles, casse les mandats, confisque les biens en cas d'enrichissement illicite, entre autres choses, contribue à faire émigrer vers Israël les Juifs brésiliens qui subissent fortement cette répression, du fait de leur investissement dans la vie nationale. Les Juifs du Brésil sont pourtant moins attachés au sionisme que leurs voisins argentins mais la majorité renforce ses racines dans le pays, durant cette période.
De nos jours, leur intégration à la société brésilienne est totale. À partir des années 1970, les mariages entre Juifs et non-juifs deviennent un phénomène banal dans toutes les grandes villes brésiliennes.Toutefois, dans les années 2010, les migrations de juifs brésiliens vers Israël augmentent, de 207 en 2013 à 684 en 2016, à cause de l'instabilité politique (destitution de Dilma Rousseff) et économique (crise économique brésilienne de 2014).

En février 2016, le Brésil inaugure à Sao Paulo son premier musée de l'immigration juive.

Synagogues
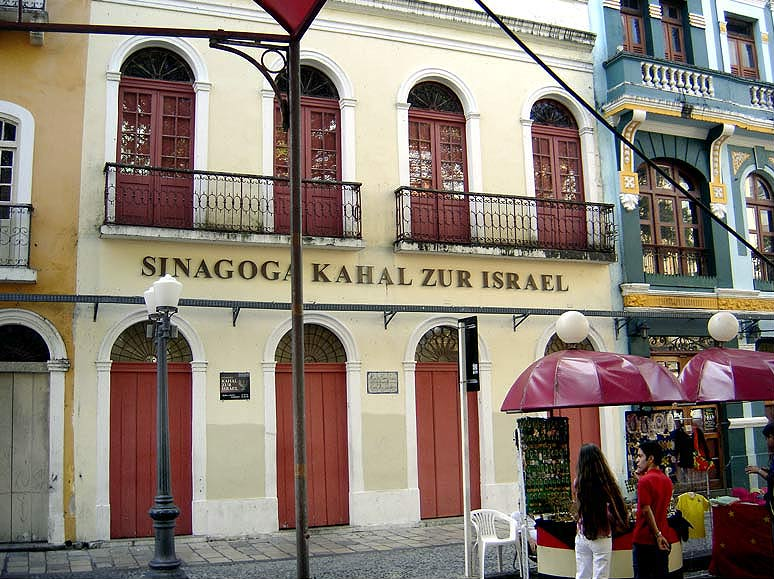
Kahal zur Israel à Recife
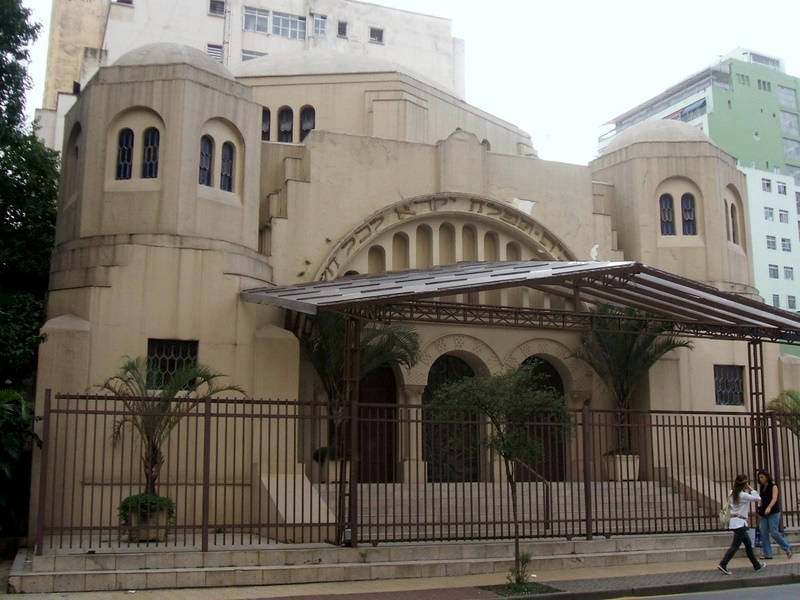
Beth El à São Paulo
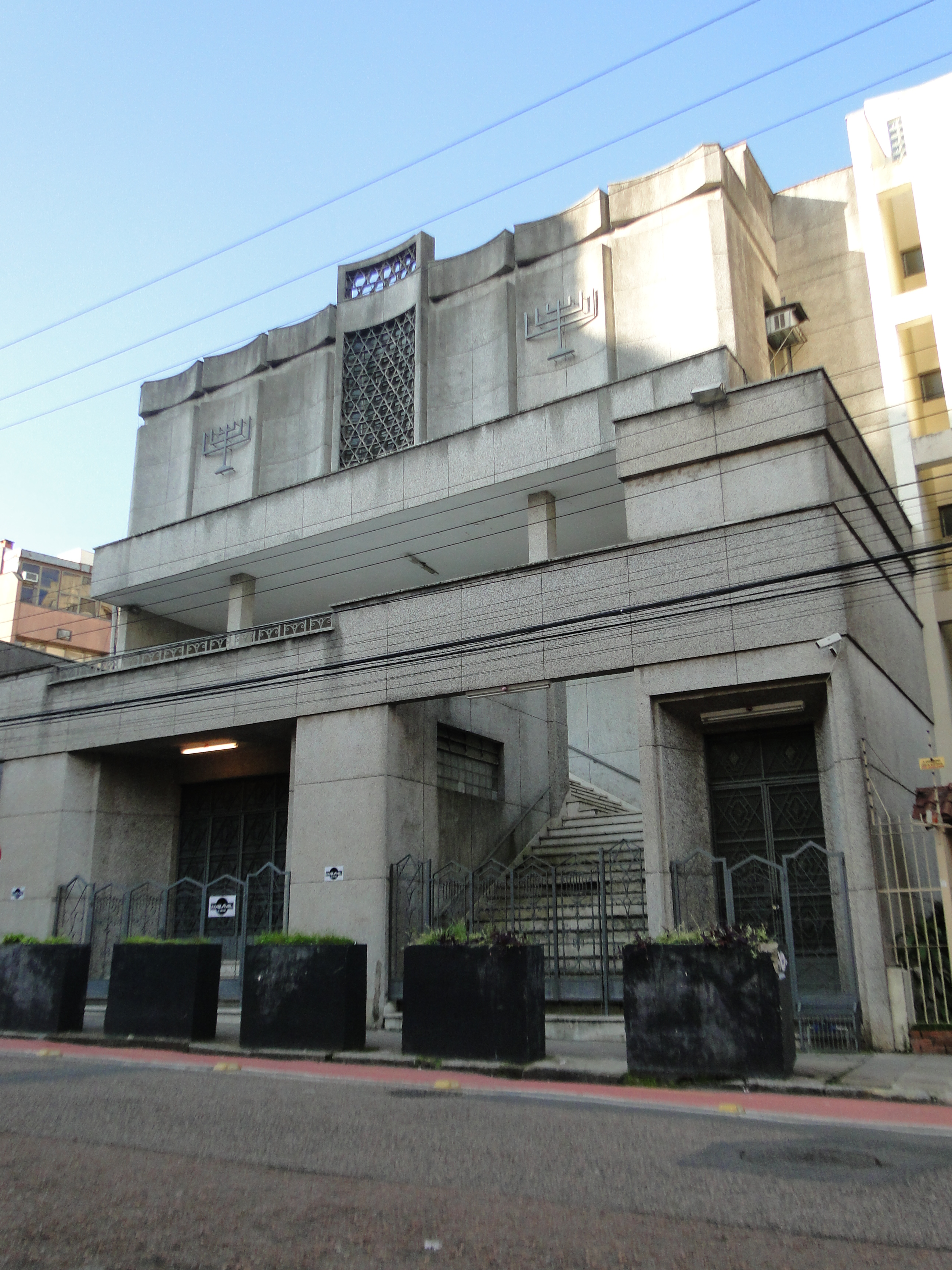
União Israelita à Porto Alegre
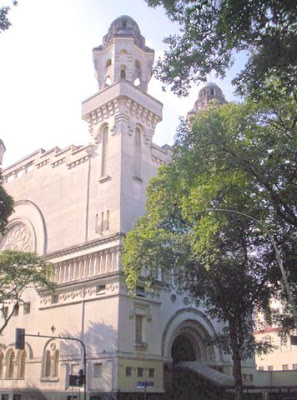
Synagogue à Rio de Janeiro